# حميمق أصهب الجناحين
حميمق أصهب الجناحين (الاسم العلمي: Butastur liventer) هو نوع من فصيلة بازية.